# Saison 1 de Two Broke Girls
Chronologie
Saison 2
Cet article présente le guide des épisodes de la première saison de la série télévisée américaine Two  Broke Girls (2 Broke Girls).
Cette première saison est composée de 24 épisodes.

## Généralités
- Aux États-Unis, cette saison a été diffusée entre le 19 septembre 2011 et le 7 mai 2012 sur CBS.
- Au Canada, elle a été diffusée en simultané sur le réseau Citytv.
- En France, elle a été diffusée entre le 30 septembre 2012 et le 16 décembre 2012 sur OCS Happy.
- En Suisse, elle a été diffusée entre le 19 mai 2013 et le 10 février 2014 sur RTS Un.
- Au Québec, elle a été diffusée entre le 28 août 2014 et le 26 mars 2015 sur VRAK.
- Elle reste inédite en Belgique.

## Distribution

### Acteurs principaux
- Kat Dennings (VF : Anne Dolan) : Max Black
- Beth Behrs (VF : Lydia Cherton) : Caroline Channing
- Garrett Morris (VF  : Hervé Furic) : Earl
- Matthew Moy (en) (VF  : Vincent de Bouard) : Han Lee
- Jonathan Kite (VF  : Loïc Houdré) : Oleg

### Acteurs récurrents
- Nick Zano (VF  : Dimitri Rataud) : Johnny
- Brooke Lyons (VF : Dominique Léandri) : Peach
- Jennifer Coolidge (VF  : Carole Franck) : Sophie

### Invités
- Martha Stewart : elle-même[1] (épisode 24)

## Épisodes

### Épisode 1:Et des cupcakes
- États-Unis : 19 septembre 2011 sur CBS[2]
- France :
  - 30 septembre 2012 sur OCS Happy[3]
  - 1er janvier 2016 sur HD1[4]
- Suisse : 19 mai 2013 sur RTS Un[5]
- Québec : 28 août 2014 sur VRAK.TV[6]

- États-Unis : 19,37 millions de téléspectateurs[7] (première diffusion)

- Noah Mills (Robbie)
- Shoshana Bush (Nikki)
- Cale Hartmann (Hipster #1)
- Adam Korson (Hipster #2)
- Alex Enriquez (Hipster #3)
- Matt Cook (Band Member)
- Bill Parks (Band Member)
- Eugene Shaw (Band Member)
- Sergey Brusilovsky (Oscar)
- Greg Lewis (Customer)
- Cocoa Brown (Woman)
- Nick Jameson (MTA Announcer)

### Épisode 2:Et la scène de rupture
- États-Unis : 26 septembre 2011 sur CBS
- France :
  - 30 septembre 2012 sur OCS Happy
  - 1er janvier 2016 sur HD1
- Suisse : 19 mai 2013 sur RTS Un
- Québec : 4 septembre 2014 sur VRAK.TV

- États-Unis : 11,75 millions de téléspectateurs[8] (première diffusion)

- Brooke Lyons (Peach)
- Noah Mills (Robbie)
- Paxton West McMurray (Boy Twin)
- Halston Autumn McMurray (Girl Twin)
- Lauren Benz Phillips (Girl #1)
- Dana DeLorenzo (Girl #2)

### Épisode 3:Et une odeur de vestiaire
- États-Unis : 3 octobre 2011 sur CBS
- France :
  - 7 octobre 2012 sur OCS Happy
  - 1er janvier 2016 sur HD1
- Suisse : 2 juin 2013 sur RTS Un
- Québec : 11 septembre 2014 sur VRAK.TV

- États-Unis : 11,37 millions de téléspectateurs[9] (première diffusion)

- Baadja-Lyne Odums (Maria)
- Amaris Dupree (Puerto Rican Girl)
- Sarah Buehler (Tough White Girl)
- Brooke Dillman (Manicurist)
- Craig Frank (Customer #1)
- Thomas Fowler (Customer #2)
- Chuti Tiu (Customer #3)

### Épisode 4:Et des problèmes de riches
- États-Unis : 10 octobre 2011 sur CBS
- France :
  - 7 octobre 2012 sur OCS Happy
  - 1er janvier 2016 sur HD1
- Suisse : 9 juin 2013 sur RTS Un
- Québec : 18 septembre 2014 sur VRAK.TV

- États-Unis : 10,71 millions de téléspectateurs[10] (première diffusion)

- Bunny Levine (Mrs. Cohen)
- Mike Moh (Korean Hipster #1)
- Rick Shapiro (Guy Behind the Glass)
- Kenji Nakamura (Chef #1)
- Masashi Odate (Chef #2)
- Henry Hayashi (Chef #3)
- Lorin McCraley (Man)

### Épisode 5:Et la soirée années 90 et l'équitation
- États-Unis : 17 octobre 2011 sur CBS
- France :
  - 14 octobre 2012 sur OCS Happy
  - 1er janvier 2016 sur HD1
- Suisse : 16 juin 2013 sur RTS Un
- Québec : 25 septembre 2014 sur VRAK.TV

- États-Unis : 11,47 millions de téléspectateurs[11] (première diffusion)

- Travis Van Winkle (William)
- Kate Frisbee (Kay Jean)
- Nik Tyler (Drunk Hipster)
- Chad Jamian Williams (Bobby)
- Ryan Gaul (Jeremy)
- Phong Lee (Bro #1)
- Blake Young-Fountain (Bro #2)
- Kent A. Phillips (Guy)

### Épisode 6:Et un lit à ressorts
- États-Unis : 24 octobre 2011 sur CBS
- France :
  - 14 octobre 2012 sur OCS Happy
  - 1er janvier 2016 sur HD1
- Suisse : 16 juin 2013 sur RTS Un
- Québec : 2 octobre 2014 sur VRAK.TV

- États-Unis : 11,19 millions de téléspectateurs[12] (première diffusion)

- Ari Zagaris (Couple Man)
- Janelle Giumarra (Couple Woman)
- Marty Thomas (Damon)
- Anthony Cutolo (Delivery Guy)
- David Hoffman (Guy on Video V.O.)

### Épisode 7:Et les jolies roses
- États-Unis : 31 octobre 2011 sur CBS
- France :
  - 21 octobre 2012 sur OCS Happy
  - 1er janvier 2016 sur HD1
- Suisse : 23 juin 2013 sur RTS Un
- Québec : 9 octobre 2014 sur VRAK.TV

- États-Unis : 11,14 millions de téléspectateurs[13] (première diffusion)

- Carla Gallo (Stephanie)
- Jade Catta-Preta (Serena)
- Norma Michaels (en) (Ruth)
- Bunny Levine (Helen)
- Cynthia Frost (Sheila)
- Mary Jo Catlett (Elaine)
- Megan Heyn (Semhar)
- Giancarlo Carmona (Carlos)
- Brian Gross (Steve)
- Greg Worswick (Michael #1)
- Marcus Choi (Michael #2)
- Dan Wells (Michael #3)
- Beth Crosby (Woman Executive #1)
- Jennifer Jean Snyder (Woman Executive #2)

### Épisode 8:Et la syllogomanie
- États-Unis : 7 novembre 2011 sur CBS
- France :
  - 21 octobre 2012 sur OCS Happy
  - 1er janvier 2016 sur HD1
- Suisse : 23 juin 2013 sur RTS Un
- Québec : 16 octobre 2014 sur VRAK.TV

- États-Unis : 11,43 millions de téléspectateurs[14] (première diffusion)

- Marsha Thomason (Cashandra)
- Miki Ann Maddox (Hipster Girl)
- Gary Kraus (Husband)
- Alex Berg (Wine Guy)

### Épisode 9:Et l'institution Johnny Cash
- États-Unis : 14 novembre 2011 sur CBS
- France :
  - 28 octobre 2012 sur OCS Happy
  - 8 janvier 2016 sur HD1
- Suisse : 14 juillet 2013 sur RTS Un
- Québec : 23 octobre 2014 sur VRAK.TV

- États-Unis : 11,77 millions de téléspectateurs[15] (première diffusion)

- Marsha Thomason (Cashandra)
- Miki Ann Maddox (Hipster Girl)
- Gary Kraus (Husband)
- Alex Berg (Wine Guy)

### Épisode 10:Et l'esprit des fêtes de fin d'année
- États-Unis : 21 novembre 2011 sur CBS
- France :
  - 28 octobre 2012 sur OCS Happy
  - 8 janvier 2016 sur HD1
- Suisse : 14 juillet 2013 sur RTS Un
- Québec : 30 octobre 2014 sur VRAK.TV

- États-Unis : 11,33 millions de téléspectateurs[16] (première diffusion)

- Mindy Sterling (Mrs. Stein)
- Katierose Donohue (Mary)
- Ian Sturdevant (Boy)
- Jane Widdop (Little Blonde Girl)
- Chase McKentry (Hipster #1)
- Jake Madden (Hipster #2)
- Josh Winot (Hipster #3)
- Nick Fouquet (Hipster #4)

### Épisode 11:Et la réalité en pleine face
- États-Unis : 5 décembre 2011 sur CBS
- France :
  - 4 novembre 2012 sur OCS Happy
  - 8 janvier 2016 sur HD1
- Suisse : 21 juillet 2013 sur RTS Un
- Québec : 6 novembre 2014 sur VRAK.TV

- États-Unis : 12,75 millions de téléspectateurs[17] (première diffusion)

- Nick Clifford (Ben)
- Jimmy Shubert (Tony)

### Épisode 12:Et la vente éphémère
- États-Unis : 12 décembre 2011 sur CBS
- France :
  - 4 novembre 2012 sur OCS Happy
  - 8 janvier 2016 sur HD1
- Suisse : 21 juillet 2013 sur RTS Un
- Québec : 13 novembre 2014 sur VRAK.TV

- États-Unis : 12,5 millions de téléspectateurs[18] (première diffusion)

- Mitch Silpa (Jeffrey)
- Dale Dickey (Elena)
- Brittany Finamore (Jen)
- Annet Mahendru (Robin)
- Laura Spencer (Jewelry Counter Girl)
- Rose Abdoo (Adin)
- Brian Thompson (Body Mod Guy)

### Épisode 13:Et l'ingrédient secret
- États-Unis : 2 janvier 2012 sur CBS
- France :
  - 11 novembre 2012 sur OCS Happy
  - 8 janvier 2016 sur HD1
- Suisse : 4 août 2013 sur RTS Un
- Québec : 8 janvier 2015 sur VRAK.TV

- États-Unis : 12,10 millions de téléspectateurs[19] (première diffusion)

- Sonya Eddie (Freddie)
- Chauntae Pink (Tanya)
- Fay Wolf (Rhya)
- Ian Wolterstorff (Cheese Guy)
- Jimmy Ouyang (Person in Line)

### Épisode 14:Et le voisin du dessus
- États-Unis : 16 janvier 2012 sur CBS
- France :
  - 11 novembre 2012 sur OCS Happy
  - 8 janvier 2016 sur HD1
- Suisse : 4 août 2013 sur RTS Un
- Québec : 8 janvier 2015 sur VRAK.TV

- États-Unis : 11,40 millions de téléspectateurs[20] (première diffusion)

- Jennifer Coolidge (Sophie)
- Lou Dimaggio (Detective James)
- Mike Pfaf (Brian)
- Allan Wasserman (Oscar)

### Épisode 15:Et le ballon dans l'angle de mort
- États-Unis : 6 février 2012 sur CBS
- France :
  - 18 novembre 2012 sur OCS Happy
  - 15 janvier 2016 sur HD1
- Suisse : 11 août 2013 sur RTS Un
- Québec : 22 janvier 2015 sur VRAK.TV

- États-Unis : 11,47 millions de téléspectateurs[21] (première diffusion)

- Jennifer Coolidge (Sophie)
- Brad Grunberg (Big Bob)
- Joey Baker (Hot Body)

### Épisode 16:Et les cœurs brisés
- États-Unis : 13 février 2012 sur CBS
- France :
  - 18 novembre 2012 sur OCS Happy
  - 15 janvier 2016 sur HD1
- Suisse : 11 août 2013 sur RTS Un
- Québec : 29 janvier 2015 sur VRAK.TV

- États-Unis : 10,48 millions de téléspectateurs[22] (première diffusion)

- Jennifer Coolidge (Sophie)
- Lou Dimaggio (Detective James)
- Mike Pfaf (Brian)
- Allan Wasserman (Oscar)

### Épisode 17:Et les cupcakes casher
- États-Unis : 20 février 2012 sur CBS
- France :
  - 25 novembre 2012 sur OCS Happy
  - 15 janvier 2016 sur HD1
- Suisse : 18 août 2013 sur RTS Un
- Québec : 5 février 2015 sur VRAK.TV

- États-Unis : 11,37 millions de téléspectateurs[23] (première diffusion)

- Jennifer Coolidge (Sophie)
- Mary Testa (Esther Rachael)
- River Alexander (Shmuley)
- Jake Elliott (David)
- Renee Taylor (Hinda Fagel)
- Matt Winston (Sergiusz)
- Jay Willick (Dr. Anshell)

### Épisode 18:Et les coups d'un soir
- États-Unis : 27 février 2012 sur CBS
- France :
  - 25 novembre 2012 sur OCS Happy
  - 15 janvier 2016 sur HD1
- Suisse : 1er septembre 2013 sur RTS Un
- Québec : 12 février 2015 sur VRAK.TV

- États-Unis : 10,18 millions de téléspectateurs[24] (première diffusion)

- Jennifer Coolidge (Sophie)
- Bridget Everett (Shonda)
- Tim Chiou (Edwin)
- Brian Robinson (Irish)
- Jeremy Rowley (Jefferson)
- Dan Warner (Guard #1)
- Hal Devi (Guard #2)

### Épisode 19:Et les grandes vacances
- États-Unis : 19 mars 2012 sur CBS
- France :
  - 2 décembre 2012 sur OCS Happy
  - 15 janvier 2016 sur HD1
- Suisse : 8 septembre 2013 sur RTS Un
- Québec : 19 février 2015 sur VRAK.TV

- États-Unis : 9,38 millions de téléspectateurs[25] (première diffusion)

- Jennifer Coolidge (Sophie)
- Brooke Lyons (Peach)
- Greg Worswick (Michael)
- Brian Gross (Steven)
- Riley Smith (Zeke)
- Jayson Blair (Brendon)
- Kevin Berntson (Foodie)
- Alison White (Blogger)

### Épisode 20:Et les effets secondaires
- États-Unis : 9 avril 2012 sur CBS
- France :
  - 2 décembre 2012 sur OCS Happy
  - 15 janvier 2016 sur HD1
- Suisse : 15 septembre 2013 sur RTS Un
- Québec : 26 février 2015 sur VRAK.TV

- États-Unis : 8,78 millions de téléspectateurs[26] (première diffusion)

- Josh Pais (Leo)
- Jordan Black (Toby)
- D.C. Douglas (Conrad Dean)
- Morgan Murphy (Sedate Girl)
- Courtney Pauroso (Katie)
- Corey Podell (Dog Lady)

### Épisode 21:Et la débâcle du sac à main bordélique
- États-Unis : 16 avril 2012 sur CBS
- France :
  - 9 décembre 2012 sur OCS Happy
  - 22 janvier 2016 sur HD1
- Suisse : 3 février 2014 sur RTS Un
- Québec : 5 mars 2015 sur VRAK.TV

- États-Unis : 8,52 millions de téléspectateurs[27] (première diffusion)

- Jennifer Coolidge (Sophie)
- J.R. Nutt (Kyle)
- Dustin Coffey (Bob)
- Cecelia Antoinette (Lorraine)
- Michelle Noh (Mother)
- Daniel E. Mora (Working Class Guy)
- Sean Moran (Customer)

### Épisode 22:Et la crème au beurre
- États-Unis : 30 avril 2012 sur CBS
- France :
  - 9 décembre 2012 sur OCS Happy
  - 22 janvier 2016 sur HD1
- Suisse : 3 février 2014 sur RTS Un
- Québec : 12 mars 2015 sur VRAK.TV

- États-Unis : 9,24 millions de téléspectateurs[28] (première diffusion)

- Jennifer Coolidge (Sophie)
- Brooke Lyons (Peach)
- Ayda Field (Constance)
- Annie Baria (Gretta)
- Richard Gleason (Laurent)
- Tracy Vilar (Maria)
- Amol Shah (Ray)
- Rico E. Anderson (MTA Guy)
- Josh Breeding (Junkie)
- Christina Jeffs (Holly)

### Épisode 23:Et Martha Stewart vont au bal (1repartie)
- États-Unis : 7 mai 2012 sur CBS[29]
- France :
  - 16 décembre 2012 sur OCS Happy
  - 22 janvier 2016 sur HD1
- Suisse : 10 février 2014 sur RTS Un
- Québec : 19 mars 2015 sur VRAK.TV

- États-Unis : 8,99 millions de téléspectateurs[30] (première diffusion)

- Jennifer Coolidge (Sophie)
- Nick Zano (Johnny)
- Steven Weber (Martin Channing)
- Matt Cook (Brody)
- Mario Diaz (Steam Punk Guy)
- Laurel Coppock (Kara)
- Donnell Turner (Officer James)
- Brandon Bell (Officer Mars)
- Sloan Robinson (Francine)
- Dana Powell (Shana)
- Bruno Amato (Officer Gonsalez)
- Adam Ray (Tony)
- Abe Ruthless (Cater Waiter)

### Épisode 24:Et Martha Stewart vont au bal (2epartie)
- États-Unis : 7 mai 2012 sur CBS[29]
- France :
  - 16 décembre 2012 sur OCS Happy
  - 22 janvier 2016 sur HD1
- Suisse : 10 février 2014 sur RTS Un
- Québec : 26 mars 2015 sur VRAK.TV

- États-Unis : 8,99 millions de téléspectateurs[30] (première diffusion)

- Martha Stewart (elle-même)
- Jennifer Coolidge (Sophie)
- Nick Zano (Johnny)
- Steven Weber (Martin Channing)
- Matt Cook (Brody)
- Mario Diaz (Steam Punk Guy)
- Laurel Coppock (Kara)
- Donnell Turner (Officer James)
- Brandon Bell (Officer Mars)
- Sloan Robinson (Francine)
- Dana Powell (Shana)
- Bruno Amato (Officer Gonsalez)
- Adam Ray (Tony)
- Abe Ruthless (Cater Waiter)